# Вахида Рамујкић
Вахида Рамујкић (1. август 1973, Београд) је визуелна уметница и активисткиња која се бави развијањем приступа и метода за одбрану заједништва, фокусирајући се на друштвену функцију уметности.
Од 2001. са Лаиом Садурни оснива уметничку платформу РоТоР са седиштем у Барселони. По повратку у Београд покреће серију дугорочних пројеката, као што су: “Историје у расправи” (од 2007), “Документарни вез” (од 2008. са Авивом Кругланским и Дејаном Дошљаком од 2012), “Олуја и повратак кући” (2006-10), “Микрокултуре” (са А. Кругланским и М. Робес, 2011-12), “Минипогон” (са Ц.С.Таи, Д. Прњатом и Т. Цветковић, од 2017) и друге, који су у својим сегментима реализовани и представљени на разним локалним и интернационалним изложбама и фестивалима.
Чланица је Удружења ликовних уметника Србије од 1996. и у статусу је самосталне уметнице. Од јануара до јуна 2020. вршила је функцију председнице Управног одбора Удружења ликовних уметности Србије, а чланица Управног одбора УЛУС-а била је у периоду 2020-2024. Лауреткиња је 52. Октобарског салона у Београду  са радом ”Лажне истине” (2011), као и добитница награде Generación 2004, Caja Мadrid.

## Биографија
Завршила је студије сликарства на Факултету ликовних уметности у Београду 1996. године, магистарске студије на истом факултету 2000, а специјализацију на Факултету ликовних уметности у Барселони, где је живела и радила од 1998. до 2008. године. Докторирала је на Факултету ликовних уметности у Београду 2018. Део је интернационалне уметничке платформе окупљене око сервера irational.org, а свој друштвени ангажман остварује и делујући у организацијама као што су: Ре-ЕX (2016-2019), Савез антифашиста Србије (2015-16), Учитељ незналица (2012-16), Кухиња без имена (2017-2023).
Била је део управне структуре Удружења ликовних уметника Србије (УЛУС) која је 2019-2020 покушала да спроведе реформу удружења, залажући се за унапређење социо-економског положаја уметника. Била је једна од координаторки Дебатно-истраживачког програма УЛУС-а (2020-2024) и ко-уредница Билтена УЛУС-а (2020-2023).

### Уметнички рад и друштвени ангажман
Промишљајући специфичну функцију и место уметничког стваралаштва у друштву, Вахида Рамујкић се кроз професионални и активистички рад бави креирањем услова и осмишљавањем методолошких приступа за заједничко учење и рад, као и развијање сарадничких пракси усмерених ка изградњи заједништва. Уметнички рад Вахиде Рамујкић блиско је повезан са свакодневним животом. Док се, са једне стране, надовезује на, и успоставља континуитет са праксама ситуационизма, са друге стране, ове уметничке праксе најближе су дефиницији оперативног реализма Никола Буриоа (Nicolas Bourriaud) и друштвеног преокрета Клер Бишоп (Social turn, Claire Bishop).
По завршетку академског школовања, Вахида Рамујкић почиње професионалну каријеру самосталном изложбом “Glasseyeeasycry”, Дом омладине, Београд, 1997. Преласком у Барселону 1998. године, отпочиње истраживања којим се одваја од медија слике, и реализује серију инсталација приказану на изложбама “Путовање и магична башта”, Галерија ФЛУ, Београд, 2000. године и “Секундарна дешавања”, Југословенско бијенале младих, Вршац, исте године. На таласу бурних дешавања на прелазу у нови миленијум – антиглобализацијски протести поводом самита Г-8, рата у Ираку и увођења сигурносних мера као одговора на рушење Светског трговинског центра у Њујорку, 11. септембра, затварање миграната у цркве, те најаве великих урбанистичких реформи – који окупљају велики број људи у протестним акцијама, Рамујкић центрира своје деловање на улицу и почиње нову фазу стваралаштва у оквиру РоТоР-а  (са Лаиом Садурни, 1998-2008), где ће и поставити основе за свој будући уметнички рад.
РоТоР је деловао више као платформа него као стабилни колектив, окупљајући људе различитих експертиза и интересовања у авантуристичке походе и акције, који су се дешавали у средишту града, који је тих година пролазио кроз значајну неолибералну трансформацију. РоТоР је прозводио догађаје, филмове, фестивале, различите графичке материјале, мапе, памфлете, књиге, итд. За сво то време уметнички студио био је премештен у јавне просторе - на улице, кровове, градилишта, приобаље, као и на простор интернета пре развоја друштвених мрежа, тзв. веб-а 1.0. Један од главних примера овакве праксе спроводио се кроз дугорочно истраживање обједињено под називом "Poble NОW!"  које се развијало у периоду од четири године (2001-04). Отварајући за јавност серију авантуристичких тура, РоТоР се бавио исцртавањем темпоралне картографије за оријентацију у неолибералним транзицијама, које су се путем урбанистичких пројеката спроводиле у градској четврти Побленоу.
| „ | Одлучили смо се да истражимо наше непосредно окружење - град - у настојању да га разумемо и интегришемо у наше виталне процесе. Намера нам је да успоставимо односе са спољном комплексношћу, страном нашим телима и нашим унутрашњим процесима. Територије у својој трансформацији нас привлаче јер оне више нису оно што су биле, и још нису досегле планирану форму. Ови темпорално недефинисани простори, попришта битака између глобалних интереса и локалних реалности, постају места у којима се можемо слободно кретати, играти, именовати ствари на свој начин и означавати их. Походећи нашу авантуру, властита тела нам постају медиј за истраживање. На темељу сопствених искустава учимо о себи и свом окружењу. Израђујемо темпоралне мапе да бисмо интегрисали научено… | ” |

”Приручник за земљу, воду и ваздух”, Ротор: Ређо Емилија, 2008.
РоТоР је развијао сопствене методе за разумевање и рекреирање реалности на граници између уметности, активизма, урбаних и социјалних студија  успостављајући континуитет са ситуационистичким праксама. Временом се изградио у платформу за индивидуално и заједничко учење у интеракцији с непосредним окружењем.
Вишегодишње истраживање потакнуто искуством регулисања легалног статуса у ЕУ, Вахида Рамујкић сабира у књизи “Аssimil: Шенген без муке” (2006), која ослањајући се на популарну Аssimil методу Aлфонса Шерела (Alphonse Chérel) супротставља легислативни језик закона за странце у ЕУ различитим искуствима појединаца у настојању да овај језик савладају.
Реагујући на савремену хиперпродукцију и презасићеност информацијама, Рамујкић од 2008. са Авивом Кругланским развија технику документарног веза, промовишући је као најефикаснији медиј за документовање реалности. Сарадња је почела у Каиру, у оквиру пројекта „Мода и идентитет“ који су организовали Галерија Тоwnhouse и Гете институт (Goethe Institut). Уметници су радили истраживање на основу ког су направили мапу града у техници веза. Тако су, са једне стране, портретисали физичко и друштвено окружење, и, са друге, стварали један друштвени догађај, везући на самој улици, у јавном простору, и позивајући случајне пролазнике да се укључе у процес веза.  Услед спорости која је наметнута избором традиционалне технике веза,  где се линија гради бод по бод, документарни вез је омогућио социјалну ситуацију која подразумева пролонгирано борављење у неусиљеној комуникацији, размени, дружењу на улици, у јавном простору, и кроз све то креирање нове реалности која симултано бива документована. Овај уметнички поступак тежио је да напусти репрезентацијски карактер, постајући дубоко уроњен у локални контекст, увезујући житеље, места, догађаје и топосе, а остајао да служи локалној заједници у којој је настао развезујући се кроз препричавања.
Канцеларија документарног веза произвела је преко 15 таписерија великих димензија гостујући у различитим градовима и контекстима укључујући:
- Каиро (Документарни вез уживо, 2008)[33];
- Банф (Хронике из Банфа, 2009)[34];
- Калуђерица (Калуђерица од А до Ш, 2010)[35] ;
- Каиро (Real Тime Documentary Еmbroidery, 2010)[33],
- Варшава (Прашки алфабет, 2011)[36];
- Шефилд (Оdd Dаy NEWS, 2012)[37];
- Љубљана (Лица фемининизма, 2012)[38];
- Арадац (Арадачка крyжовка, 2013)[39];
- Доњи Штој (Крај лета у Доњем Штоју, 2013)[40];
- Холон (Аlef-Bet оf Jessy Cohen, 2013)[41];
- Мостар (Био град на Неретви, 2014)[42];
- Јерусалим (Наравоученија из Мусраре, 2014)[43];
- Коњиц (Рат дугмића, 2015)[44];
- Мексико Сити (Друштвене борбе у историјском кварту, 2016)[45].

Заједнички рад са Кругланским и Моше Робасом настављен је и  пројектом ”Микрокултуре – у сарадњи са микроорганизмима”, који се бавио процесом ферментације у кулинарском, друштвеном и економском смислу у различитим заједницама.
Рад “Историје у расправи” истражује ревизију историјских наратива у уџбеницима постјугословенских држава. За ту прилику уметница је формирала библиотеку уџбеника историје са простора СФРЈ. Рад је укључивао радионице за које је осмишљена метода за колективно промишљање заједничке историје. Излаган је и као инсталација која подсећа на учионицу, у којој се налази библиотека. Посетилац је био позван да уџбенике отвори, чита и упореди садржаје те тако стекне увид у старе и нове националне историје. Уметничко дело тако је постало отворена учионица и радионица историје која долажење до истине препушта појединцу као активном учеснику последица ових историјских догађаја који обликују садашњост и будућност. За рад из циклуса “Историје у расправи” под називом “Лажне истине” Рамујкић је добила главну награду 52. Октобарског салона у Београду  2011. У свом образложењу награде, жири који су чинили Зденка Бадовинец, Јерко Денегри и Дејан Сретеновић навео је да квалитет њеног рада у форми интерактивне архивске инсталације почива на партиципаторном карактеру и коришћењу простора уметности као платформе за развијање дискусије о статусу историјских чињеница у дискурсима науке, образовања и националних политика.
Волонтерско ангажовање у раду са избеглицама са Блиског истока, у јеку избегличке кризе, допринело је дубљем промишљању реалних могућности за достизање једнакости, културне – кроз речнике језика избеглица за волонтере и локалне становнике, и економске – кроз инсталирање радионице и погона за прераду отпадне пластике у избеглички камп у Крњачи. Полазиште за читав овај подухват било је уверење да се друштвена једнакост не може постићи без економске једнакости.
Колектив Минипогон је настао 2017. године са идејом да испитује и креира нехијерархијске форме организације рада и дистрибуције знања, који би могли произвести економску једнакост. Осим Вахиде Рамујкић у групи су деловали и Ћао Синг Таи, Тијана Цветковић и Данило Прњат. Чланови Минипогона су сами израђивали своја средства за производњу (машине за рециклажу пластике), сакупљали су сировински материјал и дизајнирали су производе. Деловали су са маргина доминантних производних односа, радећи са одбаченим или некорисним елементима за репродукцију капитала. У материјалном смислу користили су пластични отпад, док су у друштвеном смислу у производни и рециклажни процес укључивали особе искључене из берзе рада (незапослени, мигранти, сакупљачи секундарних сировина, ученици, итд). Идеја ове иницијативе била је изградња нових односа и вредности, које стоје у опозицији капиталистичкој експлоатацији.
Девалвација рада у сектору културе и уметности, допринела је томе да се Вахида Рамујкић активније укључи у рад матичног струковног удружења ликовних уметника у Србији. Унапређење положаја уметника у друштву било је главни циљ овог ангажовања.  Резултати истраживачког рада у УЛУС-у прикупљени су у зборнику „Рад у уметности“, који је Вахида Рамујкић уредила заједно са Миланом Ђорђевићем.